# Arma Christi (musikalbum)
Arma Christi är det norska black metal-bandet Urgehals debutalbum, utgivet 1997 av skivbolaget No Colours Records.

## Låtlista
1. "Blood Hunt" – 3:46
2. "The Night Armageddon Comes" – 8:27
3. "Embraced by Cold" – 7:21
4. "The Eternal Eclipse" – 5:46
5. "Conjuring the Hordes of Blasphemy" – 5:13
6. "Maatte blodet flomme" – 4:38
7. "Evocation of the Satanic Ascendancy" – 6:22
8. "Dethronation of God" – 5:47

- Text: Trondr (spår 1, 2, 4–6), Enzifer (spår 3, 8), Northgrove (spår 7), Chiron (spår 8)
- Musik: Trondr (spår 1, 2, 4, 5, 7), Enzifer (spår 3, 6, 8), Chiron (spår 8)

## Medverkande
Musiker (Urgehal-medlemmar)
- Trondr Nefas (Trond Bråthen) – sång, sologitarr
- Enzifer (Thomas Søberg) – trummor, rytmgitarr
- Chiron – basgitarr

Bidragande musiker
- Northgrove (Brede Norlund) – sångtext